# سرستون شیر آشوکا
| متن alt تصویر چپ |  | متن alt تصویر راست                    |
| پس زمینه سفید سه شیر آسیایی پشت به پشت هم بر روی یک سرستون ایستاده‌اند در سمت راست آن یک گاو وحشی و در سمت چپ آن یک اسب قرار دارد. همچنین در وسط آن هم نماد چرخ دارما قرار دارد. در دو گوشه این سرستون نماد چرخ دارما به صورتِ برجسته دیده می‌شود و در زیرِ آن هم به هندی شعار حقیقت، شکست ناپذیر است حک شده است. |  | تصویر نمونه اصلی ساخته شده سرستون شیر |

سرستون شیر آشوکا یک مجسمه از چهار شیر (احتمالاً شیر آسیایی که به شیر ایرانی نیز شهرت دارد) ایستاده و پشت به پشتِ یکدیگر بر یک ستون است که بگونه‌ای استادانه ساخته شده و یک تصویر گرافیکی از آن نیز به عنوان نمادِ رسمیِ هند در سال ۱۹۵۰ به تصویب رسیده است. این سرستون در اصل در بالای ستونی در پایگاهِ مهم بوداییِ سَرنَت یا سَرنَث و بوسیلهٔ امپراتور آشوکا پیرامونِ ۲۵۰ قبل از میلاد قرار داده شد.
ِ

## شکلِ سرستون
در این مجسمه، چهار شیر آسیایی پشت به پشت هم بر روی یک سرستونِ دایره‌ای ایستاده‌اند که هر یک نشان قدرت، شجاعت، سربلندی و اطمینان می‌باشند. بر روی قسمت میانی سر ستون هم چهار شکل حک شده است: یک اسب (در جنوب)، یک گاو وحشی (در غرب)، یک شیر (در شمال) و یک فیل (در شرق). بین هریک از این چهار شکل یک چرخ دارما قرار گرفته است. کل مجموعه هم بر روی یک نیلوفر آبی زنگوله‌ای به شکل واژگون، قرار دارد. البته در طرحی که در سال ۱۹۵۰ میلادی رسمی شد به خاطر دو بعدی بودن تصویر مجبور به انجام اصلاحاتی بر روی آن شدند. مثلاً در نشان سه شیر مشخص و شیر چهارم نمایان نمی‌باشد و همچنین از چهار حیوان حک شده بر روی کار تنها دو حیوان اسب (در سمت چپ) و گاو وحشی (در سمت راست) در تصویر مشخص هستند و از چهار چرخ دارما تنها یکی به وضوح مشخص است و از دوتای دیگر تنها یک برجستگی مشخص است و چهارمی کاملاً ناپیداست. همچنین نیلوفر آبی زنگوله‌ای شکل زیر آن را حذف کرده و در زیر آن هم یک جمله دینی هندو نوشته شده (ساتیاموا جایاته) به معنی «حقیقت شکست ناپذیر است» این نشان جایگزین نشان رسمی راج انگلیس (۱۸۵۸–۱۹۴۷) گردید.

## نگارخانه

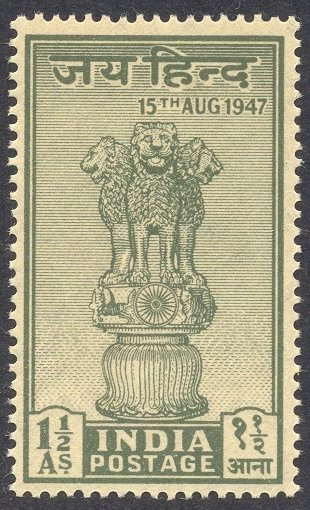
دومین تمبر هند پس‌از استقلال این کشور.
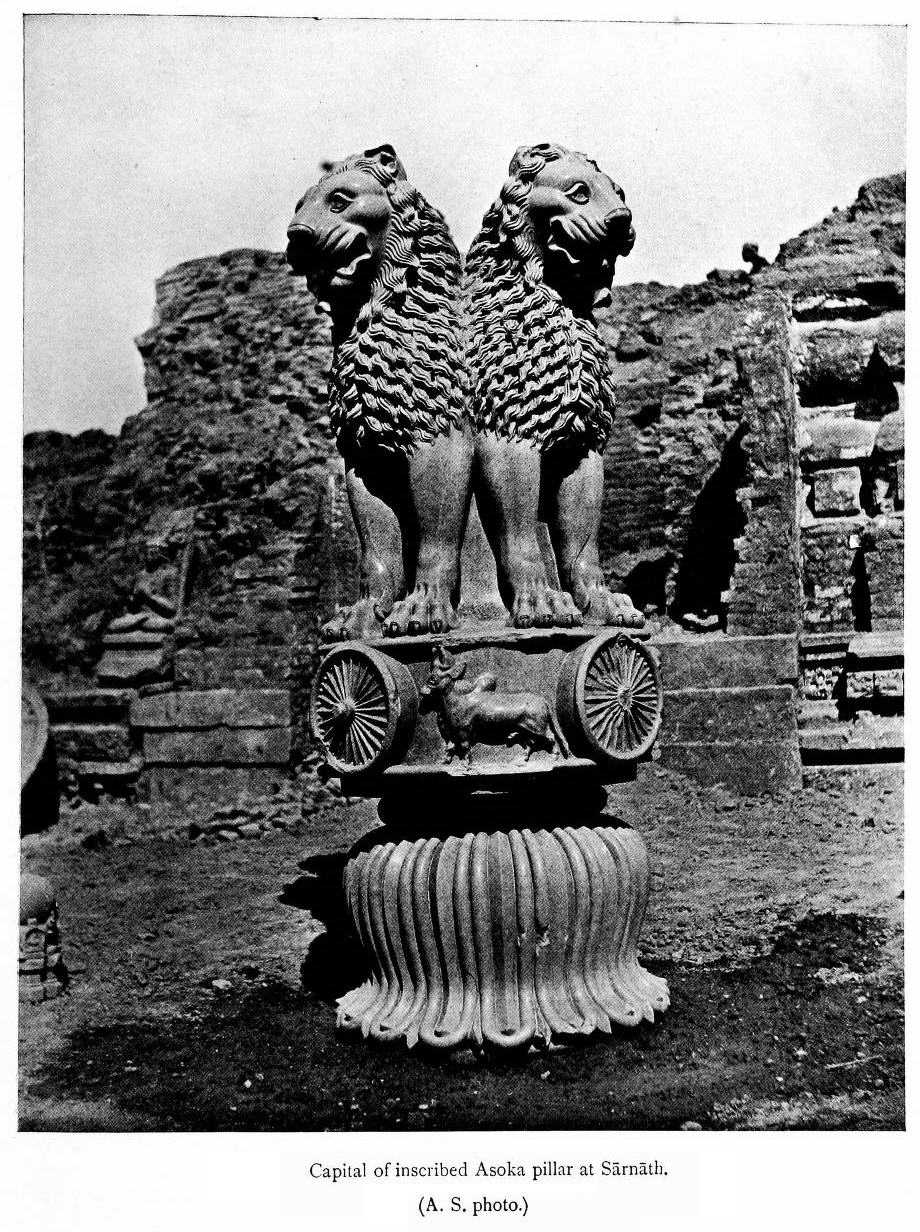
تصویری از مجسمه اصلی سرستون شیر آشوکا
آشوکا چاکرا که نمایش و ترسیمی از چرخ دارما هندو می‌باشد
نشان رسمی راج انگلیس